# U-j
U-j é uma tumba pré-dinástica do Antigo Egito, especificamente de Nacada IIIa (3300–3200 a.C.), escavada em 1988 por Günter Dreyer e sua equipe alemã na necrópole de Umel Caabe, em Abidos. Consiste numa tumba subterrânea de 12 câmaras, originalmente coberta com madeira, esteiras e tijolos. Sua subestrutura foi construída em duas fases: originalmente media cerca de 10x20 côvados e era formada pela câmara funerária W (U-j 1) e os nove depósitos E (U-j 2-10); num período posterior, as duas câmaras S (U-j 11-12) foram adicionadas e chegou a medir 10x16 côvados. Por haver vasos com inscrições com o hieróglifo do escorpião se convencionou chamar seu dono de Escorpião I, um importante governante local de Tinis da dinastia 00.
Apesar de ter sido saqueada na Antiguidade, seu espólio era rico: cerca de 700 vasos importados do sul da Palestina, milhares de potes de vinho e cerveja (muitos frascos de cabo ondulado são inscritos com sinais pintados), um cetro Hecá (no canto N da câmara), dezenas de rótulos de osso/marfim com inscrições curtas (primeiras evidências de hieróglifos), alguns artefatos finos (tigela de mão de obsidiana, pedaços de móveis, marfins muito fragmentados com relevos de animais).